# Tempsa rogersi
Tempsa rogersi är en insektsart som beskrevs av William Lucas Distant 1909. Tempsa rogersi ingår i släktet Tempsa och familjen sköldstritar. Inga underarter finns listade i Catalogue of Life.